# Fujiwara no Tamaro
Fujiwara no Tamaro (藤原田麻呂, [[[722]] - 783] Erro: {{japonês}}: texto da transliteração contém caractere não latino (pos 17) (ajuda), também conhecido como Ninafuchi daijin), foi um nobre que viveu no Período Nara da história do Japão.
Tamaro foi o quinto filho do Sangi Umakai, o fundador do  ramo Shikike do Clã Fujiwara.

## Carreira
Tamaro serviu os seguintes imperadores: Imperador Shōmu (740 - 749), Imperatriz Koken (749 - 758), Imperador Junnin (758 - 764), Imperatriz Shotoku (764 - 770), Imperador Konin (770 - 781), Imperador Kanmu (781 - 783)
Em 740 seu irmão mais velho era Fujiwara no Hirotsugu iniciou uma rebelião frustrada isso acarretou no exílio de Tamaro e outros para  Província de Oki, foi perdoado em 742 com a condição de que não se envolvesse em politica.
Em 761, no governo do Imperador Junnin, Tamaro é enviado a Nankaidō como moderador. Em 762 foi embaixador na décima-segunda missão diplomática para a China dosTang substituindo Isonokami no Yakatsugu. Em 763 foi nomeado Mamoru Mino (governador da Província de Mino) e logo em seguida  de Mutsu e de Dewa. Colaborou com o  Daijō Daijin Nakamaro na condução do Ryogaikan (escritório de administração regional). Nessa época Yakatsugu fazia oposição para derrubar Nakamaro.
Em 764 após a rebelião de Nakamaro, no governo da Imperatriz Shotoku, Tamaro é nomeado Uchuben (assistente do Udaijin), passa a ser membro da Konoehei (Guarda Real), Vice-rei do Dazaifu, e outros cargos importantes do Hyōbu-shō (Ministério da Guerra) até que em 766 é nomeado Sangi.
Então, com a morte do Imperatriz Shotoku e a ascensão ao trono do Imperador Konin e com a queda de Dōkyō como Daijō Daijin, após o Incidente Taihi (772 Tamaro é nomeado Chūnagon.
Quando o Imperador Kanmu foi coroado em 781 e o dainagon Ōnakatomi no Kiyomaro foi promovido a Udaijin devido à morte do dainagon Isonokami no Yakatsugu, Tamaro foi promovido a Dainagon,  nomeado Comandante do Konoefu (Guarda do Palácio) e nomeado Tōgūbō (tutor do príncipe herdeiro) do Príncipe Ate (futuro Imperador Heizei).
Em 782 com a queda do Sadaijin Fujiwara no Uona, por apoiar o golpe de Hikami no Kawatsugu (filho do Imperador Temmu), Tamaro foi promovido a Udaijin. Cargo que ocupará até vir a falecer em 19 de março de 783 aos 61 anos de idade.
| Precedido por Fujiwara no Uona      | 11º Sadaijin (783)      | Sucedido por Fujiwara no Fuyutsugu |
| Precedido por Ōnakatomi no Kiyomaro | 18º Udaijin (781 - 783) | Sucedido por Fujiwara no Korekimi  |